# The Creation
The Creation was een in 1966 geformeerde Britse beatband uit de jaren 1960. Hun bekendste nummers zijn Making Time, een van de eerste rocknummers met een gitaar die met een strijkstok wordt bespeeld, en Painter Man, dat eind 1966 de Top 40 van de UK Singles Chart bereikte en nummer 8 in de Duitse hitparade in april 1967. Het werd later gecoverd door Boney M in 1979 en bereikte de nummer 10-positie in de Britse hitparade. Making Time werd gebruikt in de film Rushmore en als themalied vanaf seizoen 2 van The Great Pottery Throw Down.
Creation-biograaf Sean Egan definieerde hun stijl als een unieke hybride van pop, rock, psychedelica en avant-garde.

## Bezetting

### Huidige leden
- Eddie Phillips (zang, leadgitaar, 1966-1967, midden jaren 1980-heden)
- Tony Barber (zang, basgitaar, begin 2000-heden)
- Kevin Mann (drums, begin 2000-heden)
- Simon Tourle (zang, begin 2000-heden)
- Tony Stratton-Smith (manager)

### Voormalige leden
- Bob Garner (zang, basgitaar, 1966-1967, 1993-1997); zang (1967-1968, 1997-begin 2000)
- Kenny Pickett (leadzang (1966-1967, 1968, medio 1980-1997)
- Jack Jones (drums, zang, 1966, 1966-1968, 1993-begin 2000)
- Dave Preston (drums, 1966)
- Kim Gardner (bas, zang, (1967-1968)
- Tony Ollard (lead gitaar, zang, 1967-1968)
- Ronnie Wood (lead gitaar, zang, 1968)
- John Dalton (basgitaar, medio 1980-1993)
- Mick Avory (drums, medio 1980-1993)

### Toerende leden
- Doug Sandom (drums, zang, ? 1966- begin 2019) Live gespeeld i.p.v. Kevin Mann.

## Geschiedenis

### Voorgeschiedenis: The Mark Four (1963-1966)
De meeste leden van wat uiteindelijk The Creation zou worden, waren aanvankelijk leden van The Mark Four, een Britse beatgroep uit Cheshunt, Hertfordshire. Tegen het einde van 1963 was The Mark Four een kwintet bestaande uit Kenny Pickett (zang), Eddie Phillips (gitaar), Mick 'Spud' Thompson (ritmegitaren), John Dalton (bas) en Jack Jones (drums). Deze bezetting speelde regelmatig in het Verenigd Koninkrijk en in Duitsland voordat ze in 1964 de twee singles Rock Around The Clock en Try It Baby uitbrachten voor Philips Mercury Records.
Dalton verliet toen de band. Later trad hij toe tot The Kinks als vervanger van Pete Quaife voordat hij werd vervangen door de nieuwe bassist Tony Cooke. Rond dezelfde tijd verliet Thompson de band en werd niet vervangen. Deze bezetting van The Mark Four bracht de twee singles Hurt Me If You Will (Decca, augustus 1965) en Work All Day (Sleep All Night) (Fontana, februari 1966) uit, die zich niet in de hitlijsten plaatsten.
In april 1966 tekende de band een managementovereenkomst met Tony Stratton-Smith. Hij stelde prompt voor om Cooke te vervangen door nieuwe bassist Bob Garner (voorheen van de Tony Sheridan Band) en een naamsverandering. De band ging op beide suggesties in: het was Pickett die de naam The Creation bedacht, gebaseerd op een verwijzing die hij vond in een boek met Russische poëzie.

### Eerste succes (1966)
De stijl van de band, geproduceerd door Shel Talmy, was op dat moment luide artpop, vergelijkbaar met vroege platen van The Who. Hun eerste single Making Time was een origineel van Pickett/Phillips waarin Phillips zijn elektrische gitaar speelde met een strijkstok (hij was naar verluidt de eerste gitarist die deze techniek gebruikte). Uitgebracht in juni 1966 bij Talmy's eigen label Planet (in het Verenigd Koninkrijk gedistribueerd door Philips en in de Verenigde Staten door Jay-Gee), bereikte het nummer 49 in de Britse hitlijst. Bijna onmiddellijk daarna onderging The Creation een nieuwe bezettingswisseling toen Jack Jones werd ontslagen en vervangen door de nieuwe drummer Dave Preston. De band was echter ontevreden over het livewerk van Preston en in minder dan drie weken werd Jones teruggevraagd en voegde hij zich weer bij de band.
Hun volgende single Painter Man uit oktober 1966 werd hun grootste hit en bereikte nummer 36 in het Verenigd Koninkrijk en de top 10 in Duitsland. The Creation ging iets verder met hun pop-art-experimenten toen Pickett tijdens live-uitvoeringen van Painter Man een canvas zou spuiten tijdens hun concerten, voordat een lid van de roadcrew het kunstwerk op het podium in brand zou steken.

### Het Bob Garner-tijdperk (1967)
Painter Man was de laatste single van de oorspronkelijke bezetting en hun laatste single die in het Verenigd Koninkrijk in de hitlijst werd gebracht. In het begin van 1967 bracht de band Kim Gardner binnen als hun nieuwe bassist en voormalig bassist Bob Garner nam in februari 1967 de leadzang over, waardoor Kenny Pickett voorlopig uit de band werd gelaten.
Deze bezetting bracht zijn eerste single If I Stay Too Long/Nightmares uit in juni 1967. Deze was niet succesvol in het Verenigd Koninkrijk, maar deed het wel goed in Duitsland, net als de Duitse opvolgende single Tom Tom. Hun commerciële momentum in Duitsland was sterk genoeg om medio 1967 het Creation-album We Are Paintermen uit te brengen voor de Duitse en continentale Europese markt, samengesteld uit eerder uitgebrachte singles en verschillende nieuw opgenomen nummers. Tegen die tijd had het geluid van de band zich ontwikkeld tot een meer typisch psychedelisch rockgeluid uit het midden van de jaren 1960, dat met terugwerkende kracht is beschreven als freakbeat.
Ook tijdens de late jaren1966 en 1967 werden vier Creation singles uitgegeven in de Verenigde Staten, zonder commercieel succes: Making Time/Try And Stop Me en Painter Man/Biff Bang Pow bij US Planet (verdeeld door Jay-Gee/Jubilee) en If I Stay Too Long/Nightmares en How Does It Feel To Feel/Life Is Just Beginning bij US Decca. De band bleef populair in Duitsland, Zweden, Denemarken en Noorwegen.
De single Life Is Just Beginning werd eind 1967 in het Verenigd Koninkrijk uitgebracht, maar vrijwel onmiddellijk daarna kondigde gitarist Eddie Phillps zijn vertrek aan. Hij werd voor verschillende Europese tourneedata vervangen door gitarist Tony Ollard, maar binnen een paar weken verliet ook zanger Bob Garner de band en in februari 1968 hield The Creation officieel op te bestaan.

### Pickett keert terug, band gaat uit elkaar (1968)
Er was echter nog steeds veel vraag in continentaal Europa naar Creation-platen en liveshows en bijna onmiddellijk nadat de band had ontbonden, vormde drummer Jack Jones een nieuwe Creation-bezetting, waarmee Kenny Pickett terugkeerde als zanger. Kim Gardner keerde terug als bassist (na een periode in Santa Barbara Machine Head) en haalde zijn oude bandmaat en gitarist Ronnie Wood van The Birds bij de band.
Deze bezetting debuteerde met de single Midway Down, uitgebracht in het Verenigd Koninkrijk en Duitsland in april 1968. Deze bezetting van Creation ontbond echter vrijwel onmiddellijk en in juni was de band er niet meer. De twee postume vervolgsingles Bony Moronie en For All That I Am waren alleen in Duitsland uitgebrachte publicaties, die later in 1968 verschenen.
Ondanks hun vroege neergang en gebrek aan hits werd The Creation postuum zeer invloedrijk, erkend als een inspiratiebron door Paul Weller, Ride, Pete Townshend, The Sex Pistols en anderen. Jimmy Page van Led Zeppelin imiteerde Phillips' gebruik van de strijkstok, terwijl Alan McGee zijn enorm succesvolle platenlabel Creation naar hen vernoemde.

### Carrières na The Creation
Eddie Phillips werd bassist in P.P. Arnolds begeleidingsband tijdens de late jaren 1960. In de jaren 1970 verliet hij de muziekbusiness een tijdje, maar in 1980 werkte hij opnieuw samen met Kenny Pickett als songwriter. De twee schreven in 1980 de hitsingle Teacher, Teacher voor Rockpile. Kenny Pickett ging door als songwriter voor Shel Talmy, de Amerikaanse producent van The Creation, en bracht in de jaren 1970 en 1980 enkele solo-opnamen uit. Later zong hij bij The Kennedy Express. In 1970 schreef hij samen met sessiemuzikant Herbie Flowers de nummer 1-hit Grandad voor Clive Dunn. Ronnie Wood trad toe tot de Jeff Beck Group en later The Faces en The Rolling Stones. Kim Gardner was medeoprichter van Ashton, Gardner & Dyke en was later lid van Badger.
Bob Garner speelde in de Warrington-bands Magoos en Golliwog, die hun naam in 1972 veranderden in Smiley voor de single Penelope (geschreven door Kenny Pickett) / I Know What I Want (geschreven door Garner). Later nam hij deel aan verschillende Creation-reünies.
Mick Avory was de drummer van The Kinks van 1964 tot 1984.

### Reformaties (1980 - heden)
The Creation werd halverwege de jaren 1980 opnieuw geformeerd met Phillips, Pickett, Dalton en Mick Avory (drums, ex-Kinks). In 1987 brachten ze een single uit bij Jet Records (A Spirit Called Love/een nieuwe versie van Making Time) met minimale aandacht. Deze bezetting nam ook materiaal op voor een nieuw album in een meer eigentijdse rockstijl (zoals new wave), maar dit project werd nooit voltooid. De hervormde band bleef toeren, met verschillende bezettingswisselingen, profiterend van hun cult-bekendheid bij het underground mod- en garagerockpubliek.
In 1994 kwam de originele bezetting (bestaande uit Phillips, Pickett, Garner en Jones) bij elkaar om het album Power Surge op te nemen, dat in 1996 werd uitgegeven bij het Britse indielabel Creation Records, dat genoemd was ter ere van de band. De band Ride uit de jaren 1990, die in 1994 een uitstapje had gemaakt met The Creation, nam toen het nummer How Does It Feel to Feel? op op hun album Carnival of Light. Enkele jaren eerder hadden The Godfathers, een andere Britse alternatieve rockband uit die tijd, ook een cover van het nummer opgenomen op hun album Unreal world uit 1991, zodat het deuntje How Does It Feel to Feel? in de jaren 1990 behoorlijk populair werd in het Britse indiecircuit.
Pickett overleed op 10 januari 1997, maar de band ging nog een tijd door met Garner als leadzanger. In 2001 trad de band voor het eerst op in de Verenigde Staten.
In 2004 bracht Cherry Red Records Psychedelic Rose uit, bestaande uit negen nummers van de opgegeven sessies uit 1987/1988 van de band, inclusief de nummers die eerder op de single uit 1987 waren uitgebracht, aangevuld met twee gesproken woordherinneringen aan de geschiedenis van The Creation. De weinige recensies van het album waren bijna uniform negatief.
Garner en Jones verlieten allebei de band ergens begin jaren 2000. Het enige oorspronkelijke lid dat nog over is in de huidige bezetting is Phillips. De meest recente tourneebezetting van The Creation bestaat uit Eddie Phillips (leadgitaar, zang), Simon Tourle (leadzang), Tony Barber (bas) en Kevin Mann (drums).

## Reünie
Omstreeks 1984 werden opnamen voor een album gemaakt, dat niet werd gepubliceerd. In 1993 kwam de band nog eens samen en nam het livealbum Lay The Ghost op. Men was verrast door de bijval van de fans en beloofden een verder album, welke belofte in 1996 door de band werd ingelost. Verder publiceerden ze bij het Britse label Creation, dat de naam naar de band had gekozen, de single Creation. Na het verschijnen van Power Surge en Creation lag een comeback in het vooruitzicht. In 2004 is het album The Psychedelic Rose verschenen met de niet gepubliceerde opnamen van 1984.

## Overlijden
Het plotselinge overlijden van zanger Kenny Pickett op 10 januari 1997 verstoorde de plannen van een comeback. Later overleed ook bassist Kim Gardner op 24 oktober 2001. Garner overleed op 16 juli 2016.

## Discografie

### Singles
- 1966: Making Time / Try and Stop Me
- 1967: Painter Man / Biff Bang Pow
- 1967: Tom Tom / Nightmares
- 1967: How Does It Feel to Feel / If I Stay Too Long
- 1968: Cool Jerk / Life Is Just Beginning
- 1968: Bony Moronie / Mercy Mercy Mercy
- 1969: Midway Down / The Girls Are Naked
- 1969: For All That I Am / Uncle Bert
- 1994: Creation / Shock Horror

### Solo-publicaties
als Kennedy Express (Kenny Pickett)
- 1979: Little Lolita / Stop, Stop, Stop[6] (single)
- 1980: Is There Life on Earth / Stop, Stop, Stop (Single)

Eddie Phillips
- 1976: Limbo Jimbo / Change My Way (single)
- 1977: City Woman / Duckin' and Weavin' (single)
- 1990: Riffmaster of the Western World (cd)

### Albums
- 1967: We Are Paintermen
- 1968: Re-Creation
- 1993: Lay the Ghost
- 1996: Power Surge
- 2004: The Psychedelic Rose